# Světlo a stíny (seriál)
Světlo a stíny (v anglickém originále Shadow and Bone) je americký fantasy televizní seriál vytvořený Ericem Heissererem, založený na trilogii románů Světlo a stíny a duologii Šest vran od Leigh Bardugové. První řada měla premiéru 23. dubna 2021 na Netflixu, druhá řada pak vyšla 16. března 2023. V listopadu 2023 Netflix oznámil, že seriál je po dvou řadách zrušen.

## Obsazení

### Hlavní role
- Jessie Mei Li (český dabing: Sabina Rojková) jako Alina Starková – osiřelá bývalá pomocná kartografka Královského sboru měřičů První armády a Světlonoška.
  - Kaylan Teague jako mladá Alina (1. řada)
- Archie Renaux (český dabing: Marek Lambora) jako Maljen „Mal“ Oretsev – osiřelý stopař První armády a Alinin nejlepší kamarád z dětství.
  - Cody Molko jako mladý Mal (1. řada)
- Freddy Carter (český dabing: Michal Hruška) jako Kaz Brekker / Krkavec – vůdce gangu Dregů.
  - Fflyn Edwards jako mladý Kaz (2. řada)
- Amita Suman (český dabing: Malvína Pachlová) jako Inej Ghafa / Přízrak – členka gangu Dregů.
- Kit Young (český dabing: Oldřich Hajlich) jako Jesper Fahey – člen gangu Dregů a zkušený ostrostřelec.
- Ben Barnes (český dabing: Marek Holý) jako generál Alexander Kirigan / Temnyj – velitel Druhé armády a Temnonoš.
- Zoë Wanamaker (český dabing: Valérie Zawadská) jako Baghra – trénerka Griš a Kiriganova matka.
- Patrick Gibson jako Sturmhond / Nikolaj Lantsov – druhý princ z Ravky, jenž vystupuje pod identitou soukromníka. (2. řada)
- Daisy Head (český dabing: Marika Šoposká) jako Žeňa Safinová – jediná známá Krejčová. (2. řada, 1. řada vedlejší)
- Danielle Galligan (český dabing: Zuzana Černá) jako Nina Zeniková – Smrtička. (2. řada, 1. řada vedlejší)
- Calahan Skogman jako Matthias Helvar – Drüskelle z Fjerdanu. (2. řada, 1. řada vedlejší)
- Lewis Tan jako Tolja Yul-Bataar – Smrtič věrný Nikolajovi a Alině a bratr Tamary. (2. řada)
- Jack Wolfe jako Vilan Hendricks – alchymista a expert na výbušniny a Jesperova láska. (2. řada)
- Anna Leong Brophy jako Tamar Kir-Bataar – Smrtička věrná Nikolajovi a Alině a sestra Tolji. (2. řada)

### Vedlejší role
- Sujaya Dasgupta (český dabing: Berenika Kohoutová) jako Zoja Nazjalenská – Větrostrůjce.
- Simon Sears jako Ivan – Smrtič.
- Howard Charles (český dabing: David Novotný) jako Arken Visser – Konduktor.
- Julian Kostov jako Fedor Kaminsky – Smrtič.
- Kevin Eldon jako Aparátus – duchovní poradce krále Ravky.
- Jasmine Blackborow jako Marie – Ohňostrůjce.
- Gabrielle Brooks jako Nadia Zhabinová – Konduktorka.
- Luke Pasqualino jako David Kostyk – Durast.

## Seznam dílů

### První řada (2021)
| Č. v seriálu | Č. v řadě | Původní název                        | Český název                             | Režie              | Scénář                           | Premiéra na Netflixu |
| ------------ | --------- | ------------------------------------ | --------------------------------------- | ------------------ | -------------------------------- | -------------------- |
| 1            | 1         | A Searing Burst of Light             | Pronikavý výbuch světla                 | Lee Toland Krieger | Eric Heisserer                   | 23. dubna 2021       |
| 2            | 2         | We're All Someone's Monster          | Každý může druhému připadat jako netvor | Lee Toland Krieger | Eric Heisserer                   | 23. dubna 2021       |
| 3            | 3         | The Making at the Heart of the World | Stvoření v srdci světa                  | Dan Liu            | Daegan Fryklind                  | 23. dubna 2021       |
| 4            | 4         | Otkazat'sya                          | Otkazat’sja                             | Dan Liu            | Vanya Asher                      | 23. dubna 2021       |
| 5            | 5         | Show Me Who You Are                  | Ukaž mi, co jsi zač                     | Mairzee Almas      | M. Scott Veach a Nick Culbertson | 23. dubna 2021       |
| 6            | 6         | The Heart Is An Arrow                | Srdce je jako šíp                       | Mairzee Almas      | Shelley Meals                    | 23. dubna 2021       |
| 7            | 7         | The Unsea                            | Bezmoří                                 | Jeremy Webb        | Christina Strain                 | 23. dubna 2021       |
| 8            | 8         | No Mourners                          | Žádný slzy                              | Jeremy Webb        | Eric Heisserer a Daegan Fryklind | 23. dubna 2021       |

### Druhá řada (2023)
| Č. v seriálu | Č. v řadě | Původní název                   | Český název             | Režie         | Scénář                       | Premiéra na Netflixu |
| ------------ | --------- | ------------------------------- | ----------------------- | ------------- | ---------------------------- | -------------------- |
| 9            | 1         | No Shelter But Me               | Jediná záchrana jsem já | Bola Ogun     | Eric Heisserer               | 16. března 2023      |
| 10           | 2         | Rusalye                         | Rusalye                 | Bola Ogun     | Nick Culbertson              | 16. března 2023      |
| 11           | 3         | Like Calls to Like              | Magnetická přitažlivost | Laura Belsey  | Donna Thorland               | 16. března 2023      |
| 12           | 4         | Every Monstrous Thing           | Každá obludnost         | Laura Belsey  | Shelley Meals                | 16. března 2023      |
| 13           | 5         | Yuyeh Sesh (Despise Your Heart) | Hlas srdce neposlouchej | Karen Gaviola | Christina Strain             | 16. března 2023      |
| 14           | 6         | Ni Weh Sesh (I Have No Heart)   | Nemám srdce             | Karen Gaviola | Daegan Fryklind              | 16. března 2023      |
| 15           | 7         | Meet You in the Meadow          | Sejdeme se na louce     | Mairzee Almas | Vanya Asher                  | 16. března 2023      |
| 16           | 8         | No Funerals                     | Žádný pohřby            | Mairzee Almas | Eric Heisserer a Erin Conley | 16. března 2023      |

## Produkce

### Vývoj
V lednu 2019 bylo oznámeno, že Netflix objednal produkci nového seriálu založeného na knize Světlo a stíny. První řada bude tvořena osmi epizodami. Showrunnerem, tvůrcem, hlavním scenáristou a výkonným producentem se stal Eric Heisserer. Projekt je součástí dohody Netflixu s produkční společností 21 Laps Entertainment a Shawnem Levym jako výkonným producentem. Dalšími výkonnými producenty se stali Pouya Shahbazian, Dan Levine, Dan Cohen, Josh Barry a samotná autorka předlohy, Leigh Bardugo. Dne 2. října 2019 bylo ohlášeno, že pilotní díl seriálu zrežíruje Lee Toland Krieger.
V červnu 2021 získal seriál druhou řadu čítající osm dílů, jejíž produkce začala v lednu 2022. V prosinci 2022 bylo odhaleno, že řada zadaptuje nejen druhý díl trilogie, Bouři a vzdor, ale i její závěrečný román, Zkázu a naději.
Po vydání druhé řady Heisserer prozradil, že scénář k seriálovému spin-offu zaměřeném na Vrány, titulní skupinu zlodějů z duologie Šest vran, je již napsán. Zdůraznil také, že osud seriálu Světlo a stíny a jeho případného spin-offu závisí na sledovanosti druhé řady. Dne 15. listopadu 2023 Netflix oznámil, že je seriál po dvou řadách zrušen. Od plánů na spin-off bylo rovněž upuštěno.

### Casting
Casting začal v dubnu 2019 hledáním herečky pro postavu Aliny. Dne 2. října 2019 bylo oznámeno, že Lee Toland Krieger zrežíruje pilotní díl s Jessie Mei Liovou, Benem Barnesem, Freddym Carterem, Archiem Renauxem, Amitou Sumanovou a Kitem Youngem v hlavních rolích. Do seriálu byli obsazeni také Sujaya Dasgupta, Danielle Galligan, Daisy Head a Simon Sears. Druhé kolo castingu bylo oznámeno 18. prosince 2019, v němž byli do vedlejších rolí obsazeni Calahan Skogman, Zoë Wanamaker, Kevin Eldon, Julian Kostov, Luke Pasqualino, Jasmine Blackborow a Gabrielle Brooks. Prominentní knižní postavy Nikolai Lantsov a Wylan Van Eck se v první řadě neobjevily. Leigh Bardugo, autorka série, se na krátkou chvíli objevila jako Materalki Durast ve třetí epizodě.

### Natáčení

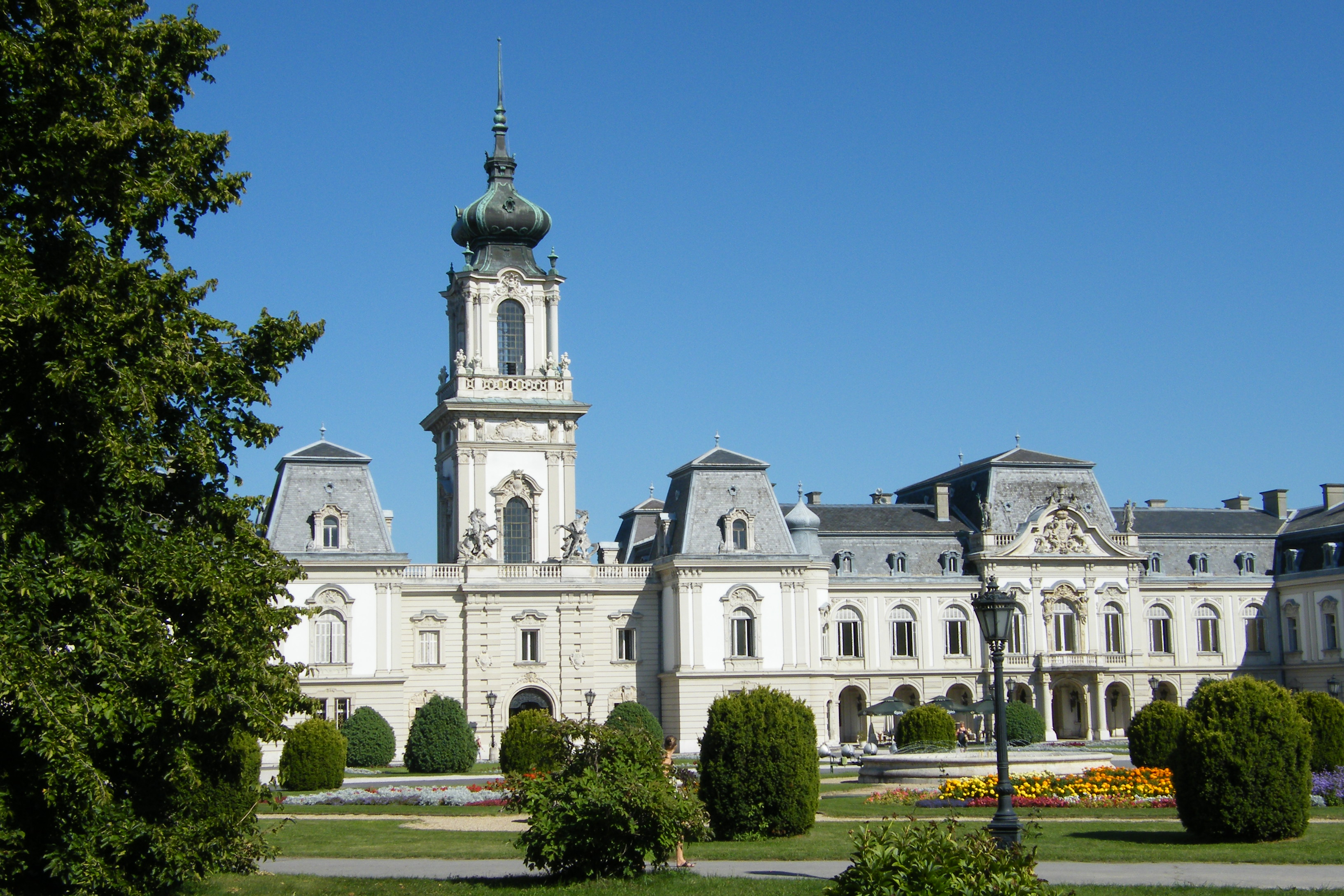
Palác Festetics představuje v seriálu Malý palác

Natáčení první řady začalo v říjnu 2019 v Maďarsku v Budapešti a jeho okolí a natáčelo se také ve městě Keszthely, kde se nachází Palác Festetics. Natáčení skončilo v únoru 2020 a následovala po něm postprodukce. Dotáčky probíhaly ve Vancouveru v Kanadě. Bardugo prostřednictvím Twitteru v červnu 2020 informovala, že práce na dálku ve světle covidu-19 zpomalila postprodukci, takže datum vydání bylo nejisté.

### Hudba
Hudbu k seriálu složil Joseph Trapanese. Heisserer a Bardugo se objevili na panelu na Newyorském Comic Conu v říjnu 2020, během kterého přehráli část seriálové hudby. Dne 16. prosince 2020 výkonný producent Josh Barry oznámil, že finální zvukový mix je kompletní.
Trapanese psal hudbu přes 11 měsíců. V rozhovoru pro AwardsDaily vysvětlil, jak ji složil dohromady během lockdownu, a to mezi vedením orchestru přes Zoom a začleňováním sólových nahrávek. Ruská a slovanská hudba dala základ té seriálové, jako konkrétní příklad Bardugo uvedla Sergeje Prokofjeva a lidové písně. Kromě toho byly použity prvky a nástroje z jiných hudebních tradic, například gamelan.

### Jazyk
Fiktivní jazyky Grishaverse stvořili David J. Peterson a Christian Thalmann.